# جیمزتاون، شهرستان الکارت، ایندیانا
جیمزتاون (به انگلیسی: Jamestown) یک منطقهٔ مسکونی در ایالات متحده آمریکا است که در شهرستان الخارت، ایندیانا واقع شده‌است. جیمزتاون ۲۳۷٫۱۴ متر بالاتر از سطح دریا واقع شده‌است.